# DangerKids
 (janvier 2024).
La mise en forme du texte ne suit pas les recommandations de Wikipédia : il faut le « wikifier ».
Les points d'amélioration suivants sont les cas les plus fréquents. Le détail des points à revoir est peut-être précisé sur la page de discussion.
- Les titres sont pré-formatés par le logiciel. Ils ne sont ni en capitales, ni en gras.
- Le texte ne doit pas être écrit en capitales (les noms de famille non plus), ni en gras, ni en italique, ni en « petit »…
- Le gras n'est utilisé que pour surligner le titre de l'article dans l'introduction, une seule fois.
- L'italique est rarement utilisé : mots en langue étrangère, titres d'œuvres, noms de bateaux, etc.
- Les citations ne sont pas en italique mais en corps de texte normal. Elles sont entourées par des guillemets français : « et ».
- Les listes à puces sont à éviter, des paragraphes rédigés étant largement préférés. Les tableaux sont à réserver à la présentation de données structurées (résultats, etc.).
- Les appels de note de bas de page (petits chiffres en exposant, introduits par l'outil «  Source ») sont à placer entre la fin de phrase et le point final[comme ça].
- Les liens internes (vers d'autres articles de Wikipédia) sont à choisir avec parcimonie. Créez des liens vers des articles approfondissant le sujet. Les termes génériques sans rapport avec le sujet sont à éviter, ainsi que les répétitions de liens vers un même terme.
- Les liens externes sont à placer uniquement dans une section « Liens externes », à la fin de l'article. Ces liens sont à choisir avec parcimonie suivant les règles définies. Si un lien sert de source à l'article, son insertion dans le texte est à faire par les notes de bas de page.
- La présentation des références doit suivre les conventions bibliographiques. Il est recommandé d'utiliser les modèles {{Ouvrage}}, {{Chapitre}}, {{Article}}, {{Lien web}} et/ou {{Bibliographie}}. Le mode d'édition visuel peut mettre en forme automatiquement les références.
- Insérer une infobox (cadre d'informations à droite) n'est pas obligatoire pour parachever la mise en page.

Pour une aide détaillée, merci de consulter Aide:Wikification.
Si vous pensez que ces points ont été résolus, vous pouvez retirer ce bandeau et améliorer la mise en forme d'un autre article.
Dangerkids (stylisé DangerKids ou dangerkids) est un groupe de metalcore américain formé à Dayton dans l'Ohio, en 2012. Il est composé des doubles chanteurs Andy Bane et Tyler Smyth, du guitariste Alex Asch, du bassiste Jake Bonham et de la batteuse Katie Cole.
Le premier album du groupe, collapse, est sorti sur le label Rise Records en 2013. Dangerkids a rejoint le label Paid Vacation Records pour leur deuxième album, blacklist_, sorti en 2017.

## Débuts
Les membres de Dangerkids étaient amis depuis de nombreuses années avant la formation du groupe. Chacun a joué dans d'autres groupes à Dayton avant de se rejoindre et de former Dangerkids. Andy Bane a déclaré dans une interview en 2014 que le groupe ne se souvenait pas pourquoi ils avaient choisi leur nom, mais que "nous avions l'impression qu'il y avait une sorte d'élément hip hop qui nous semblait approprié".
Leur premier single, Hostage, est sorti en juillet 2013. Le premier album de Dangerkids, Collapse, est sorti le 16 septembre 2013 et a reçu des critiques globalement mitigées. Alternative Press a comparé l'album avec des similitudes au groupe Linkin Park, tandis que d'autres critiques étaient plus mesurées, Sputnik Music le décrivant comme « assez décent ».
En 2016, Dangerkids est revenu avec Things Could Be Different, le premier single extrait de leur deuxième album. Cela a été suivi d'un autre single, Kill Everything sorti en 2017, avant la sortie de l'album qui est paru le 27 janvier 2017. Les critiques ont évalué l'album blacklist_  comme "augmentant le potentiel du groupe", CrypticRock attribuant à l'album 4 étoiles sur 5. Durant cette même année, les chanteurs de Dangerkids, Tyler Smyth et Andy Bane, ont interprété la chanson thème du jeu, Infinite, pour le jeu vidéo Sonic Forces. Le morceau a fait plus de 10 millions de vues sur YouTube, c'est le morceau le plus visionné pour le groupe de manière indirecte.
Dangerkids a continué à faire des tournées tout au long de sa carrière, tant aux États-Unis que dans des pays européens, notamment en Allemagne, en Belgique et au Royaume-Uni.
Smyth a révélé sur sa page Facebook,le 9 novembre 2020, que le groupe travaillait sur son troisième album.
Le 10 février 2022, un remix de la chanson Fist Bump du jeu vidéo Sonic Forces est sorti, avec Dangerkids.
Tyler Smyth figurait dans la chanson Find Your Flame pour le jeu vidéo Sonic Frontiers aux côtés du chanteur Kellin Quinn de Sleeping with Sirens. Le jeu est sorti le 8 novembre 2022 et Smyth a également aidé à la production de certains thèmes vocaux du jeu.

## Membres du groupe
- Andy Bane - chant principal, screamer (Depuis 2012)
- Tyler Smyth – chant clair, rap, synthés, prods (Depuis 2012)
- Jake Bonham - basse, chœurs (Depuis 2012)
- Katie Cole - batterie (Depuis 2012)
- Alex Asch - guitare (Depuis 2012)

## Discographie

### Albums studios
- 2013: Collapse – Rise Records
- 2017: blacklist_ – Paid Vacation Records